# Lifton
Lifton – wieś w Anglii, w hrabstwie Devon, w dystrykcie West Devon. Leży 54 km na zachód od miasta Exeter i 306 km na zachód od Londynu. W 2001 miejscowość liczyła 617 mieszkańców.